# 坎迪斯·麥克勞德

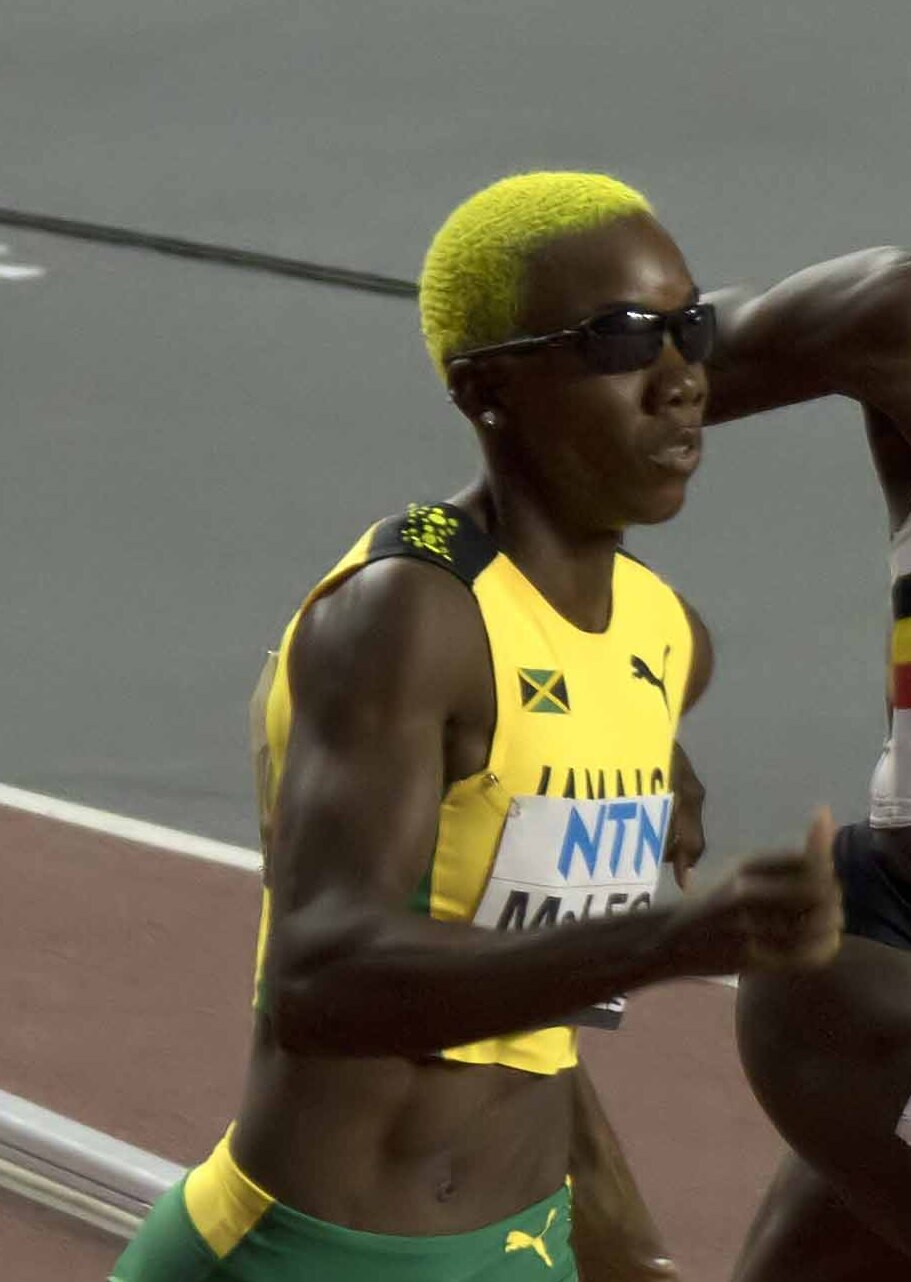
坎迪斯·麥克勞德 (2023年)

坎迪斯·麥克勞德（英語：Candice McLeod，1996年11月15日—），牙買加田徑運動員，她代表牙買加隊參加了日本舉行的2020年夏季奧林匹克運動會，並且在女子4×400米接力比賽上獲得銅牌。